# دولوتگراویر
دولوتگراویر (انگلیسی: Dolutegravir) (DTG) (با نام تجاری Tivicay) یک داروی ضد ویروسی است که همراه با سایر داروها برای درمان HIV/AIDS استفاده می‌شود. همچنین ممکن است به عنوان بخشی از پروفیلاکسی پس از قرار گرفتن در معرض، برای جلوگیری از عفونت HIV به دنبال قرار گرفتن در معرض احتمالی استفاده شود. دولوتگراویر از راه دهان مصرف می‌شود.
عوارض جانبی رایج شامل مشکلات خواب، احساس خستگی، اسهال، قند خون بالا و سردرد است. عوارض جانبی شدید ممکن است شامل واکنش‌های آلرژیک و مشکلات کبدی باشد. نگرانی‌های آزمایشی وجود دارد که استفاده از آنها در دوران بارداری می‌تواند به نوزاد آسیب برساند. مشخص نیست که آیا استفاده در دوران شیردهی ایمن است یا خیر. دولوتگراویر یک مهارکننده انتقال رشته اینتگراز HIV است که عملکرد اینتگراز HIV را که برای تکثیر ویروس لازم است، مسدود می‌کند.
دولوتگراویر در سال ۲۰۱۳ برای استفاده پزشکی در ایالات متحده تأیید شد. در فهرست داروهای ضروری سازمان بهداشت جهانی قرار دارد. آباکاویر/دولوتگراویر/لامیوودین، که ترکیبی از این دارو با آباکاویر و لامیوودین است نیز موجود است. از سال ۲۰۱۹، سازمان بهداشت جهانی (WHO) DTG را به عنوان درمان خط اول و دوم برای همه افراد مبتلا به HIV توصیه می‌کند.

## کاربرد پزشکی
دولوتگراویر برای استفاده در جمعیت وسیعی از بیماران آلوده به HIV تأیید شده‌است. می‌توان از آن برای درمان بزرگسالان مبتلا به HIV که هرگز درمان HIV را مصرف نکرده‌اند (که قبلاً درمان نشده‌اند) و بزرگسالان مبتلا به HIV که قبلاً درمان HIV را انجام داده‌اند (تجربه‌درمان)، از جمله افرادی که با سایر مهارکننده‌های انتقال رشته اینتگراز درمان شده‌اند، استفاده شود. Tivicay همچنین برای کودکان ۱۲ ساله و بالاتر با وزن دست کم ۴۰ کیلوگرم (کیلوگرم) که در درمان ساده یا تجربه درمان نبوده‌اند اما قبلاً سایر مهارکننده‌های انتقال رشته اینتگراز را مصرف نکرده‌اند، تأیید شده‌است.
در اتحادیه اروپا، همراه با سایر محصولات دارویی ضد رتروویروسی، برای درمان بزرگسالان، نوجوانان و کودکان بالای شش سال مبتلا به ویروس نقص ایمنی انسانی (HIV) نشان داده شده‌است.
در ژوئن ۲۰۲۰، نشانه دولوتگراویر در ایالات متحده به‌روزرسانی شد تا شامل کودکان حداقل چهار هفته و وزن حداقل ۳ کیلوگرم (۶٫۶۱ پوند) شود.

## اثرات نامطلوب
عوارض جانبی رایج دولوتگراویر در آزمایش‌های بالینی شامل بی‌خوابی و سردرد بود. عوارض جانبی جدی شامل واکنش‌های آلرژیک و عملکرد غیرطبیعی کبد در بیمارانی بود که به هپاتیت B یا C نیز مبتلا بودند. درج بسته‌بندی نسبت به افزایش میانگین کراتینین سرم ۰٫۱۱ میلی‌گرم در دسی‌لیتر به دلیل مهار ترشح لوله‌ای کراتینین هشدار می‌دهد و تأثیری ندارد. GFR.

### بارداری
نگرانی‌های آزمایشی وجود دارد که استفاده از آنها در دوران بارداری می‌تواند به نوزاد آسیب برساند؛ بنابراین، هنگام مصرف دولوتگراویر، با آزمایش بارداری پیش از آغاز درمان، کنترل بارداری مؤثر توصیه می‌شود. استفاده در سه‌ماهه اول تنها در صورتی انجام شود که جایگزینی وجود نداشته باشد